# Kimilsungia
La Kimilsungia es una orquídea híbrida del género Dendrobium, que solamente en Corea del Norte es conocida como Kimilsungia. Es un clon de una planta que fue creada en Indonesia por la criadora de orquídeas C. L. Bundt, quien en 1964 registró el nombre del grex Dendrobium Clara Bundt para todas las orquídeas de la misma ascendencia, dándole el nombre de su hija. Tiene una ascendencia compleja de orquídeas cultivadas. Se hizo un intento de registrar el nombre del grex Dendrobium Kimilsungia, pero esto no es válido, es un sinónimo tardío del Dendrobium Clara Bundt. Como un nombre cultivar (aplica solo a una parte del grex), el nombre correcto sería Dendrobium Clara Bundt 'Kimilsungia'. Otro nombre del grex Dendrobium Flor Kimilsung se refiere a plantas relacionada pero de diferente ascendencia.
Otra flor, la Kimjongilia es nombrada en honor del hijo de Kim Il-sung, Kim Jong-il. Ni la Kimilsungia ni la Kimjongilia son las flores nacionales de Corea del Norte, pues ésta es la magnolia. La orquídea violeta Kimilsungia se ha convertido en una parte integral de la siempre presente propaganda patrocinada por el Estado que rodea al fallecido líder.
El Gobierno de Corea del Norte dice que la "naturaleza incomparable" de Kim Il-sung está "plenamente reflejada en la flor inmortal", que está "floreciendo por todas las partes de los cinco continentes".

## Denominación
Según el libro publicado en Pionyang Corea en el siglo XX: Cien hechos relevantes, Kim Il-sung viajó a Indonesia para reunirse con su homólogo, Sukarno. Kim fue llevado en un recorrido por el Jardín Botánico de Buitenzorg, donde:

Se detuvo frente a una flor en particular, cuyo tallo crecía enhiesto, y sus hojas hermosamente extendidas le daban una atractiva apariencia, con sus flores de color rosado mostrando elegancia y delicadeza; dijo que la planta era preciosa, hablando muy bien del éxito en el desarrollo de la misma. Sukarno dijo que la planta todavía no había sido nombrada, y que iba a ponerle el nombre de Kim Il-sung. Kim Il-sung rechazó su oferta, pero Sukarno insistió fervientemente en que Kim Il-sung tenía derecho a un gran honor, porque ya había realizado grandes hazañas en beneficio de la humanidad.

## Descripción
La planta crece de 30 a 70 cm (12 a 28 pulgadas) de alto. Sus hojas se adhieren a los nodos alternativamente y cada tallo produce de 3 a 15 flores. Las flores tiene tres pétalos y tres cálices y miden de 6 a 8 cm (2,4 a 3,1 pulgadas). Florece durante 60 a 90 días. Crece mejor en temperaturas diurnas de 25° a 30 °C (77° a 86 °F) y de 18° a 23 °C (64° a 73 °F) durante la noche.

## Festivales anuales
Las exposiciones de flores Kimilsungia se llevan a cabo cada año en Pionyang. Tradicionalmente, las embajadas de países extranjeros en Corea del Norte c/u presenta su propio ramo de flores a la exposición anual.

## Lectura adicional
- Kim In Gi; Pang Hwan Ju (1999). Kimilsungia – Aroma of Flower Symbolic of a Great Man is Everlasting (PDF). Translated by Choe Ki Ju, An Jong Ho. Pyongyang: Foreign Languages Publishing House. OCLC 759588680. Archivado desde el original el 4 de marzo de 2016. Consultado el 30 de septiembre de 2015.
- Pak Chun Hwa; Kim In Il, eds. (2007). Kimilsungia (PDF). Plant in Full Bloom 1. Translated by Kim Kun Hui. National Institute for Standardization. OCLC 837310890.
- Ri Wan Jun et al. (2011).  Thak Song Il et al., ed. Encyclopedia of Kimilsungia (PDF). Translated by An Jong Ho et al. Pyongyang: Foreign Languages Publishing House. ISBN 978-9946-0-0665-9. Archivado desde el original el 5 de marzo de 2016. Consultado el 30 de septiembre de 2015.